# Rotel
Rotel est un fabricant japonais de produits de haute fidélité. La firme, fondée en 1963, est aujourd'hui dirigée par le fils du fondateur, Bob Tachikawa. Rotel fait partie du groupe Bowers & Wilkins.
L'entreprise commença son activité à la fin des années 1950, sous le nom de Roland Electronics en tant qu'assembleur de téléviseurs pour le compte de la marque Sylvania opérant sur le marché japonais.
Durant les années 1960, le fondateur se concentra sur l'audio et fabriqua des produits pour des sociétés Hi-Fi américaines réputées, y compris Harman Kardon, H.H Scott et Marantz, qui considéraient le Japon comme une source rentable de produits fiables.
Roland Electronics ne pouvant être une marque déposée à l'échelle mondiale, son nom changea pour Rotel à la suite de la fusion de Ro(land Electronics) avec le distributeur américain (Mar)tel en 1971.
La majorité de ses études, recherches et travaux de conception ont lieu en Grande-Bretagne et la production est réalisée dans leur propre usine au nord de Hong Kong.
La marque est réputée pour fabriquer des alimentations d'amplificateurs d'une grande stabilité, dont le cœur est constitué par des transformateurs de leur propre fabrication.
Au cours des 40 dernières années, Rotel a reçu plus de 200 récompenses à travers le monde et est considéré comme un grand spécialiste de l'audio.

## Types de produits commercialisés
Rotel fabrique des :
- ampli-tuners audio-vidéo haute performance
- préamplificateurs
- processeurs surround
- amplificateurs de puissance et intégrés
- lecteurs DVD, CD
- syntoniseurs
- composants électroniques multi-zone destinés à la Hi-Fi et au home cinéma.